# Koncert na kontrabas i orkiestrę (Tubin)
Koncert na kontrabas i orkiestrę – koncert Eduarda Tubina, zamówiony w 1947 roku przez estońskiego kontrabasistę Ludviga Juhta i ukończony 31 maja 1948. Prawykonanie miało miejsce 8 marca 1957 roku w Bogocie, solistą był Ludvig Juht. 
Kompozycja jest jednym z najciekawszych dzieł koncertowych na kontrabas. Wyrazisty rytm wskazuje na pokrewieństwo z witalizmem Strawinskiego, w przejrzystości faktury i ekonomii środków wyczuwa się tendencje neoklasyczne, całość jest mocno osadzona w tradycji romantycznej i modernistycznej.

## Budowa
Jest niewielkich rozmiarów (trwa około 18 minut) i składa się z trzech części (powiększonych wstępem i kadencją) płynnie przechodzących jedna w drugą.
- Allegro con moto
- Allegro nan troppo
- Andante con moto
- Cadenza
- Allegro non troppo, poco marciale

Wstęp Allegro con moto przypomina z jednej strony niespokojny marsz, z drugiej hiszpańskie utwory de Falli z niepokojącą melodyką o poprzerywanym konturze. Uspokojenie wnosi liryczny epizod Allegro non troppo. II część (Andante sostenuto) opiera się na tradycyjnej estońskiej melodii pogrzebowej. Kadencja umieszczona jest między II a III częścią. W finale (Allegro non troppo, poco marziale) o budowie zbliżonej do ronda powraca motoryczność i marszowy charakter (marciale), podkreślany przez interwencje trąbek i nagłe wtargnięcia orkiestrowego tutti.

## Skład zespołu wykonawczego
- 2 flety (2. realizuje również partię fletu piccolo),
- 2 oboje (2. realizuje również partię rożka angielskiego),
- 2 klarnety (2. realizuje również partię klarnetu basowego),
- 2 fagoty (2. realizuje również partię kontrafagotu),
- 4 waltornie,
- 3 trąbki,
- 3 puzony,
- tuba,
- kotły,
- werbel,
- harfa,
- kontrabas solo,
- I skrzypce (14 wykonawców),
- II skrzypce (12 wykonawców),
- altówki (10 wykonawców),
- wiolonczele (8 wykonawców),
- kontrabasy (6 wykonawców).

## Nagrania
Koncert został wydany w 1948 przez szwedzki Korlings Forlag (w wersji orkiestrowej i wyciąg fortepianowy) oraz w 1972 przez rosyjską Muzykę Moskwa. Obecnie prawa do utworu posiada szwedzkie Scandinavian Songs A.B. Numer katalogowy to ETW22.
Najpopularniejszym studyjnym nagraniem jest zrealizowane w 1987 roku nagranie wytwórni BIS/NAXOS, solistą-kontrabasistą jest Hakan Ehren, dyryguje Neeme Järvi, akompaniuje Orkiestra Symfoniczna Göteborga.